# Marie-Léonie Paradis
Marie-Léonie Paradis, PSSF (nascida Virginie-Alodie Paradis, mas criada como Élodie Paradis; Quebec, 12 de maio de 1840 – Sherbrooke, 3 de maio de 1912) foi uma religiosa católica franco-canadense de Quebec que fundou as Pequenas Irmãs da Sagrada Família em 1880, dedicadas às necessidades domésticas no campo da educação em todo o Canadá.
O papa São João Paulo II a beatificou quando visitou o Canadá em 1984. Em outubro de 2024, ela foi canonizada pelo Papa Francisco.

## Biografia
Alodie-Virginie Paradis nasceu em Quebec em 1840, filha única — a terceira de seis filhos, dos quais apenas três chegaram à idade adulta — de Joseph Paradis e Emilie Gregoire. Foi educada pelas Irmãs de Notre Dame. Ela recebeu o sacramento da crisma e da primeira comunhão em 1849 e 1850, respectivamente.
Em 21 de fevereiro de 1854, aos quatorze anos, tornou-se candidata à congregação das Marianitas de Saint-Laurent, em Montreal. Apesar de sua saúde frágil, foi admitida e proferiu seus votos em 22 de agosto de 1857. Recebeu o nome religioso de Marie de Sainte-Léonie (que foi abreviado para Marie-Léonie). Lecionou em Montreal por vários anos.

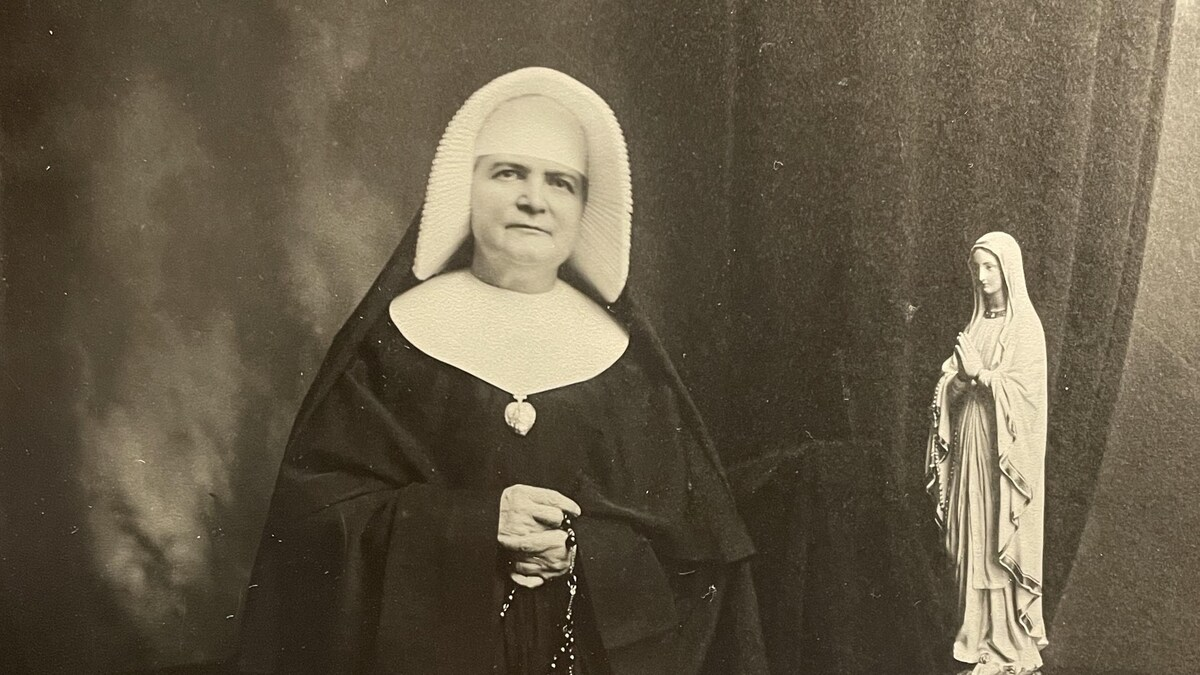
A religiosa Marie-Léonie Paradis no ano de 1906

Em 1862, ela foi enviada para a paróquia de São Vicente de Paulo, uma paróquia para católicos francófonos em Manhattan, onde a congregação administrava um orfanato. Ela permaneceu lá até 1870, quando se juntou às Irmãs da Santa Cruz, o ramo americano da congregação, localizado em Notre Dame, Indiana. Lá, ela ensinou francês e bordado para as irmãs em treinamento para se tornarem professoras.
Em 1874, Paradis foi nomeada mestra de noviças no Collège Saint-Joseph em Memramcook, Novo Brunswick A escola precisava de apoio básico nos departamentos de limpeza e culinária.
Em 31 de maio de 1880, Paradis fundou as Pequenas Irmãs da Sagrada Família. Em várias ocasiões, ela pediu ao bispo John Sweeny de New Brunswick que concedesse aprovação à pequena comunidade, mas não obteve aprovação. Em 1895, ela convenceu o bispo Paul LaRocque de Sherbrooke, que também procurava pessoal doméstico para seu seminário, a receber a casa-mãe e o noviciado das Pequenas Irmãs em sua diocese e a dar-lhes aprovação diocesana. A comunidade mudou-se para Quebec e Larocque concedeu aprovação canônica em 26 de janeiro de 1896.
Paradis a princípio continuou a usar o hábito de sua antiga congregação, mas o abandonou em 2 de outubro de 1904 em favor do da nova congregação. Em 1905, foi o Papa Pio X quem a isentou de suas obrigações para com a Congregação da Santa Cruz.
Paradis logo adoeceu gravemente com um câncer maligno, e sua saúde declinou lentamente. Na manhã de sua morte, ela recebeu permissão para publicar a regra das Pequenas Irmãs. Ela morreu repentinamente após receber os últimos sacramentos em 3 de maio de 1912. Seus restos mortais foram exumados em 4 de outubro de 1935.

## Beatificação
O processo de beatificação começou em nível diocesano em Sherbrooke em 27 de novembro de 1952 e foi concluído em 1952. A introdução formal da causa da serva de Deus ocorreu em 13 de junho de 1966, sob o Papa Paulo VI. Um segundo processo foi convocado e durou apenas três meses em 1968. Ambos os processos locais foram ratificados em 1970. O Papa João Paulo II reconheceu a vida de virtudes heroicas de Paradis em 31 de janeiro de 1981 e a proclamou venerável. Ele aprovou um milagre atribuído a sua intercessão em 17 de fevereiro de 1984 e beatificou Paradis em 11 de setembro de 1984 em Montreal.

## Canonização
Um segundo milagre foi investigado e o processo foi ratificado em 2006. O conselho médico que assessora a Congregação para as Causas dos Santos aprovou a cura como um milagre em 19 de junho de 2008 e foi aprovado pelo Papa Francisco em 24 de janeiro de 2024. O milagre em questão é a cura de uma menina que sofria de anoxia perinatal com síndrome da disfunção de múltiplos órgãos e encefalopatia, nascida prematuramente em Saint-Jean-sur-Richelieu em 9 de novembro de 1986. Ela foi canonizada pelo mesmo pontífice em 20 de outubro de 2024, entre os 14 beatos.
Marie-Léonie é apenas a terceira santa canadense natural do Canadá, juntando-se aos santos Marie-Marguerite d'Youville e André Bessette.